# Biomechatronik
Biomechatronik ist die Entwicklung und Verbesserung mechatronischer Produkte und Verfahren unter Nutzung biologischen und medizinischen Wissens.
Biomechatronik arbeitet interdisziplinär. Das Fach schließt insbesondere Aspekte der Robotik, Mess-, Regel- und Steuerungstechnik, Biomedizintechnik, Biomechanik, Mensch-Maschine-Interaktionen und Rehabilitationsmaßnahmen als Forschungsgegenstände ein.
Im Gegensatz zu den Schwesterwissenschaften (Funktionelle Morphologie, Klinische Biomechanik, Sportbiomechanik, Bionik) befinden sich in der Biomechatronik Fragestellung und Anwendung der wissenschaftlichen Ergebnisse gleichermaßen in der Hand der Technik.
Damit ergeben sich zwei Wirkrichtungen des Faches:
- Die Anwendung mechatronischer Systeme am menschlichen Organismus, aber auch ihre Applikation in anderen lebenden Systemen
- Die Ableitung von Entwurfsideen für technische Systeme aus biologischen Vorbildern

Die erste deutsche Professur für Biomechatronik wurde 2002 an der TU Ilmenau etabliert (Lehrstuhlinhaber Hartmut Witte). In Deutschland bieten die Universität und Hochschule Bielefeld gemeinsam den Studiengang M.Sc. Biomechatronik an. An der Hochschule Ulm kooperiert eine gleichnamige Forschungsgruppe mit dem örtlichen Universitätsklinikum und der Universität von Central Lancashire.

## Untersuchungsgegenstände
Untersuchungsgegenstände der Biomechatronik sind beispielsweise:
- Entwicklung intelligenter Systeme zur Unterstützung und Wiederherstellung defekter Funktionen des menschlichen Körpers (intelligente Orthesen und Prothesen)
- Verfahren zur objektiven Therapiekontrolle
- Mikrotechnische Tools für die minimalinvasive Chirurgie
- Entwicklung technischer Bewegungssysteme nach biologischem Vorbild
- Optimierung technischer Abläufe nach biologischem Vorbild
- Entwicklung kaskadierbarer Antriebe nach biologischem Vorbild